# کریستال برنار
 کریستال برنار (انگلیسی: Crystal Bernard؛ زادهٔ ۳۰ سپتامبر ۱۹۶۱) یک هنرپیشه، و خواننده اهل ایالات متحده آمریکا است.
از فیلم‌ها یا برنامه‌های تلویزیونی که وی در آن نقش داشته است می‌توان به دکترهای جوان عاشق اشاره کرد.